# JFA U-18女子サッカーファイナルズ
JFA U-18女子サッカーファイナルズ（ジェイエフエイアンダーエイティーンじょしサッカーファイナルズ）は、日本サッカー協会が主催する、18歳以下のチームによる女子サッカー日本一を決定する大会である。

## 概要
U-18年代の女子には、高校サッカー部の大会として全日本高等学校女子サッカー選手権大会や全国高等学校総合体育大会サッカー競技大会（インターハイ）が、クラブチームの大会としてJFA 全日本U-18女子サッカー選手権大会や日本クラブユース女子サッカー大会 (U-18)が開催されているが、高校・クラブ間の垣根を越えたU-18年代女子チームの真の日本一を決定する大会として本大会が新設されることが2019年12月の日本サッカー協会理事会で決まり、2020年9月に第1回が開催されることが決まっていた。しかし、新型コロナウイルス感染症の影響により2020年と2021年の大会は中止となり、2022年9月に第1回が開催された。

## 開催方式
出場枠は以下の2チーム。
- 当該年度の全国高等学校総合体育大会サッカー競技大会（女子）　優勝チーム
- 当該年度の日本クラブユース女子サッカー大会 (U-18)　優勝チーム

試合時間は45分ハーフの90分で行われ、同点の場合は延長戦を行わずにPK戦にて勝敗を決定する。
2022年の第1回大会は、各大会準優勝チームを含めた4チームがノックアウト方式で対戦する方式で行われ、3位決定戦は行われなかった。

## 結果
| 回 | 年度   | 優勝                           | 結果           | 準優勝           | 準決勝敗退チーム                    | 会場                        |
| -- | ------ | ------------------------------ | -------------- | ---------------- | ----------------------------------- | --------------------------- |
| -  | 2020年 | 大会中止                       | 大会中止       | 大会中止         | 大会中止                            | 大会中止                    |
| -  | 2021年 | 大会中止                       | 大会中止       | 大会中止         | 大会中止                            | 大会中止                    |
| 1  | 2022年 | JFAアカデミー福島              | 3 - 2          | 十文字高校       | 大商学園高校 セレッソ大阪堺ガールズ | サンガスタジアム by KYOCERA |
| 2  | 2023年 | 日テレ・東京ヴェルディメニーナ | 4 - 1          | 藤枝順心高等学校 | -                                   | NACK5スタジアム大宮         |
| 3  | 2024年 | 日テレ・東京ヴェルディメニーナ | 2 - 0 レポート | 藤枝順心高等学校 | -                                   | AGFフィールド               |

## チーム別成績
| チーム名                       | 優勝回数 | 準優勝回数 | 優勝年度  | 準優勝年度 |
| ------------------------------ | -------- | ---------- | --------- | ---------- |
| 日テレ・東京ヴェルディメニーナ | 2        | 0          | 2023,2024 |            |
| JFAアカデミー福島              | 1        | 0          | 2022      |            |
| 藤枝順心高等学校               | 0        | 2          |           | 2023,2024  |
| 十文字高校                     | 0        | 1          |           | 2022       |